# Parti arabe nationaliste
Le Parti nationaliste arabe (Hezb al-Qaoumi al-Arabi) était un parti politique nationaliste fondé à Damas par Zaki al-Arzouzi[Quand ?].
Le parti était surtout constitué d'étudiants, le mouvement était proche politiquement des idées de Michel Aflak. C'est pour cette raison qu'Arzouzi prend contact avec Aflak et ses amis pour établir un rapprochement entre son parti et les dirigeants du futur Parti Baath. Cependant en raison d'une incompatibilité d'humeur, les deux hommes ne tiendront qu'une seule réunion commune.
Arzouzi voulait créer un parti politique puissant dont la devise était « Sous le palmier se tient le tigre en embuscade » et mentionnait à l'article 4 de sa constitution « C'est l'arabisme notre sentiment national, de lui découlent tous nos idéaux, d'après lui nous mesurons la valeur de toutes choses. ».